# Rotterdam Open 1993
Il Rotterdam Open 1993, conosciuto anche con il nome di ABN AMRO World Tennis Tournament 1993 per motivi di sponsorizzazione, è stato un torneo di tennis giocato sul cemento indoor. È stata la 20ª edizione del Rotterdam Open, facente parte della categoria ATP World Series nell'ambito dell'ATP Tour 1993. Si è giocato all'Ahoy Rotterdam indoor sporting arena di Rotterdam in Olanda Meridionale, dal 22 al 28 febbraio 1993.

## Campioni

### Singolare
Anders Järryd ha battuto in finale  Karel Nováček con il punteggio di 6–3, 7–5

### Doppio
Henrik Holm /  Anders Järryd hanno battuto in finale  David Adams /  Andrej Ol'chovskij con il punteggio di 6–4, 7–6